# Geogarypus minor
Espèce
Synonymes
- Garypus minor L. Koch, 1873
- Garypus nigrimanus Simon, 1879
- Garypus meridionalis Canestrini, 1885
- Garypus lusitanus Navás, 1923

Geogarypus minor est une espèce de pseudoscorpions de la famille des Geogarypidae.

## Distribution
Cette espèce se rencontre au Portugal, en Espagne, en France, en Italie, à Malte, en Autriche, en Croatie, en Albanie, en Grèce, en Bulgarie, en Turquie, en Algérie et au Maroc.

## Description
Les mâles mesurent de 1,4 à 1,8 mm et les femelles de 1,6 à 2,2 mm.

## Systématique et taxinomie
Cette espèce a été décrite sous le protonyme Garypus minor par L. Koch en 1873. Elle est placée dans le genre Geogarypus par Chamberlin en 1930.
L'espèce Geogarypus nigrimanus a été placée en synonymie avec Geogarypus minor par Gardini, Galli et Zinni en 2017.

## Publication originale
- L. Koch, 1873 : Uebersichtliche Dartstellung der Europäischen Chernetiden (Pseudoscorpione). Bauer und Raspe, Nürnberg, p. 1-68 (texte intégral).